# ノーヴィ・ミール
『ノーヴィ・ミール』（露: Новый Мир、新世界の意）はアメリカで発行された､ロシア語の社会主義新聞。1911年から1930年代後半まで発行された。

## 創刊
ノーヴィ・ミール紙は、社会主義メンシェヴィキ＝プレハノフ派のセルゲイ・インゲルマンが、ロシアから米国に渡った労働者の社会主義教育を目的として創刊した。彼はレフ・デイチを説得して編集長に就任させた。新聞は1911年4月6日にニューヨークで創刊された。この新聞は週1回木曜日に発行され、アメリカの労働者の状況、ロシア帝国の情勢、アメリカ社会党とそのロシア部門の活動について伝えた。デイチの妻で彫刻家のエスフィール・ジノヴィエワは、ロシアの芸術や文学の批評を書いていた。プレハーノフやレフ・トロツキーもこの新聞に寄稿した。
この新聞はノーヴィ・ミール・パートナーシップによって発行された。1911年12月、一方ではデイチ、他方ではインゲルマンとパートナーシップの間でイデオロギー上の対立が生じた。デイチはより急進的で、新聞を左派に導こうとしたが、この問題に参加した他の人々はこれに同意しなかった。共同編集者のセミョン・ヴォスコフとグリゴリー・メルニチャンスキーが任命され、その後、レフ・デイチは12月15日に辞表を提出した。
ロシア移民のジョン・エラート（ニコライ・ナコリャコフ）が編集者として、セミョーン・ヴォスコフとミハイル・フィシェレフが編集助手として積極的に新聞の制作に参加した。1915年からは日刊紙となり、ニューヨークとシカゴで制作・発行された。1916年からは、編集委員としてヴェ・ヴォロダルスキーが参加しフィラデルフィアでも新聞が発行された。編集長は社会主義者のグリゴリー・ワインシュタイン。彼とアイサック・グルヴィッチが新聞の所有者だった。この新聞は社会主義インターナショナルの機関紙となった。
同紙の編集局は当時、マンハッタン南東部のロウアー・イースト・サイド、イースト・ヴィレッジ地区の中心部、セント・マークス・プレイス77番地にあった。
1916年10月、ニコライ・ブハーリンとアメリカに渡っていたアレクサンドラ・コロンタイが編集委員に加わり、新聞は急進化した。ブハーリンはすぐに事実上編集委員会を引き継いだ。1917年1月、レフ・トロツキーがニューヨークに到着し、ブハーリンの招きで、その時から編集委員会の仕事に積極的に参加し、事実上の共同編集者となった。1917年、同紙は日曜日を除いて毎日、大判（15インチ×24インチ）6ページで発行された。ニューヨークでは1セント、その他の都市では2セントだった。年間7.50ドルで郵送を申し込むことができた。当時の政治経済的諸問題に精力的に対応した。紙面の構成は以下の通り。
1ページ目：世界の主要なニュース、2ページ目：ロシアからのニュース、3ページ目：家族の再会についてのコラム「親戚はどこにいる？、第一次世界大戦中は家族の連絡が断たれることがよくあったので。およびニューヨークのニュース欄、文芸欄：マクシム・ゴーリキー、ジョン・ラスキンの散文を含む。科学的性質の記事が掲載されることもある。4ページ - 論説と政治的論争：左の欄には編集委員会を代表する無署名の論説、中央と右の欄には署名入りの論争記事とフィユトン、集会や会合に関するメモ、社会党のニュース。編集委員会への手紙、編集委員の一人によるそれに対する回答、派閥の会議や決議に関するメモもここに掲載された。5ページ目と6ページ目には、シカゴやフィラデルフィアからのニュースや商業広告など、市外の著者によるコラムが掲載された。

## 2月革命以後
2月革命後の1917年春、ノーヴィ・ミールは2回にわたって、「すべての社会主義者、自覚的労働者、ロシア革命の友人たちへ」という広告を出し、こう告知した。
「古くからの社会主義労働者である数人の同志が、火曜日にノルウェーの汽船でロシアに向けて出発する。他の多くの同志は必要な資金が不足しているため行くことができない。これらの資金はロシア人コミュニティーが届けることになっている。それが義務である。汽船が出発するまであと3日ある。大ロシア革命の軍隊に少数の真の闘士を補充するのを助けてほしい！」。
編集スタッフの多くのメンバー（ブハーリン、コロンタイ、トロツキー、フィシェレフ（Фишелев）、チュドノフスキー（Чудновский）、メルニチャンスキー（Мельничанский）、ヴォロダルスキー（Володарский）は、アメリカからロシアに向かった。彼らの離脱に伴い、同紙は一時期より穏健になり、その立場は概してアメリカ社会党の路線と一致するようになった。
1920年代には断続的に発行され、日刊または週刊の労働者新聞、アメリカ労働者（共産主義）党のロシア語機関紙、1930年代にはロシア労働者新聞として位置づけられた。その部数は激減した。この新聞は、労働者の生活、階級闘争、ソ連の成功について伝えた。1924年から1925年にかけて、編集局には「レゼツ」と呼ばれる文芸サークルが併設されており、ウラジーミル・マヤコフスキーは1925年にアメリカを訪問した際にそのメンバーと会っている。
新聞社は1930年代後半に閉鎖された。